# Katastrofa kolejowa ekspresu Gyaneshwari
Katastrofa ekspresu Gyaneshwari miała miejsce 28 maja 2010 w West Midnapore w stanie Zachodni Bengal. Przyczyną wykolejenia najprawdopodobniej był demontaż torów, za którym stali naksalici z Komunistycznej Partii Indii. W wypadku zginęło 148 osób, a ponad 200 odniosło rany.

## Tło
W Indiach od 1967 trwa rewolucja naksalitów, podczas której do 2010 roku zginęło, wg władz indyjskich, ok. 6 tys. ludzi. Na początku XXI działania rewolucjonistów nasiliły się. W 2006 premier Indii Manmohan Singh nazwał rewolucję największym wyzwaniem dla bezpieczeństwa kraju w historii. Trzy lata później powiedział, że rząd przegrywa kampanię z bojownikami.
W związku z tym w listopadzie 2009 rząd zainicjował wojskową operację pod kryptonimem Zielone Łowy.
W 2010 roku, przed zamachem na ekspres Gyaneshwari, maoiści przeprowadzili w lutym atak w Slidzie, gdzie zginęło 25 funkcjonariuszy EFR, a 6 kwietnia atak w Talmetli koło Dantewady na 76 funkcjonariuszy CRPF. 17 maja w Dantewadzie w stanie Chhattisgarh, naksalici zorganizowali zasadzkę na autobus przewożący policjantów SPO – zginęło wówczas 44 funkcjonariuszy.

## Przebieg
Do wykolejenia 13 wagonów doszło o 1:30 czasu lokalnego (5:00 czasu polskiego), kiedy większość pasażerów spała, a pociąg wykonywał kurs z Howrah do Bombaju. Przyczyną był demontaż torów. Naksalici przyznali się do usunięcia 46 cm szyn. Wykolejony pociąg został następnie uderzony przez pociąg towarowy jadący w przeciwnym kierunku.
Początkowo istniały wątpliwości czy przyczyną katastrofy była przetrwa w torowisku, gdyż minister ds. kolei, Mamata Banerjee, powiedział, że maszynista słyszał wybuch improwizowanego ładunku wybuchowego.

## Odpowiedzialność
Władze oraz policja za przeprowadzenie zamachu obarczyła maoistów. Wkrótce odpowiedzialność na siebie wzięła organizacja PCPA.

## Reakcje
Premier Indii Manmohan Singh wyraził głęboki żal z powodu katastrofy. Obiecał wypłacenie odszkodowań rodzin ofiarom, a rząd Zachodniego Bengalu sfinansował leczenie rannych.
Minister ds. Kolei Mamata Banerjee obarczył winą, za wykolejenie pociągu, maoistów. Atak potępił także premier Zachodniego Bengalu Buddhadeb Bhattacharya.